# Un bon bock
Un bon bock fue un cortometraje francés de animación de 1892, dirigido por Émile Reynaud. Consistía en una secuencia de 700 imágenes individuales pintadas a mano y tenía una duración aproximada de quince minutos. Fue uno de los primeros filmes animados y el primero en ser mostrado en el praxinoscopio de Reynaud.
Junto con las obras Le Clown et ses chiens  y Pauvre Pierrot! (ambas de Émile Reynaud), se exhibió por primera vez el 28 de octubre de 1892, cuando inauguró Reynaud su propio teatro óptico en el Museo Grévin. La proyección en conjunto de estas tres películas del francés fue conocida con el nombre de Pantomimes Lumineuses, y tuvo gran éxito. Estas fueron las primeras obras animadas exhibidas públicamente por medio de imágenes en bandas. Reynaud en persona fue el encargado de manipular las películas durante toda la presentación.
Un bon bock es considerado un film perdido. No hay copias de él, luego de que Reynaud destruyera la película original arrojándola a las aguas del río Sena, decisión tomada mientras estaba sumido en una profunda depresión.